# Phimai
Cette page contient des caractères thaïs. En cas de problème, consultez Aide:Unicode ou testez votre navigateur.
Phimai (thaï พิมาย) est une petite ville de la province de Nakhon Ratchasima, dans le nord-est de la Thaïlande. En 2005, elle comptait 9 768 habitants.
Située juste au sud de la Mun, un affluent du Mékong, la petite ville de Phima est surtout connue grâce au Prasat Hin Phimai, un des temples khmers les plus importants de l'actuelle Thaïlande ; il était jadis directement relié par une "voie royale" avec Angkor.
Le musée national de Phimai est consacré à l'art et l'architecture anciens de l' Isaan.
A Phimai, on peut aussi admirer un figuier des banians de plus de 350 ans dont les racines forment une étrange forêt dans le parc de Sai Ngam, un parc situé sur une petite île.